# 比明斯特
比明斯特（Beaminster）是英國英格蘭多塞特郡的一個小鎮和民政教區，位於西多塞特，多塞特郡郡郡治多爾切斯特西北15英里（24）。據2014年估計，比明斯特民政教區有人口3,100人。

## 外部連結
- 中的“比明斯特”